# 비스타 알레그레역
비스타 알레그레 역(스페인어: Vista Alegre)은 마드리드 지하철 5호선의 역이다. 마드리드 카라반첼 구 오카 거리의 지하에 위치해 있다. 요금구역상으로는 A구역에 속한다.

## 역사
1968년 6월 5일 5호선의 카야오 - 카라반첼 구간 개통과 함께 영업에 들어갔다. 2003년부터 2004년까지 내장공사를 진행하여 천장과 벽면을 새로 바꿨다.

## 환승 정보
역 주변에 버스 정류장이 두 곳 있지만 야간노선과 시외버스 노선만 다닌다.
버스
- 시내버스
  - N26번 노선 (야간)
- 시외버스
  - 481, 486번 노선 (주간)

지하철
| 마드리드 지하철             | 마드리드 지하철       | 마드리드 지하철       |
| --------------------------- | --------------------- | --------------------- |
| 오포르토 알라메다 데 오수나 | 마드리드 지하철 5호선 | 카라반첼 카사 데 캄포 |